# Sherin Francis
Sherin Francis est une économiste seychelloise.

## Biographie
Sherin Naiken naît le 30 mars 1984 dans le district d'Anse Royale de Mahé, où elle passe son enfance. Elle fréquente l'école polytechnique des Seychelles, puis étudie deux ans à Manchester où elle obtient une licence d'économie et d'administration d'entreprise, puis à l'université de Londres où elle obtient un master de finance en 2006,.
En 2006, elle devient responsable industrielle pour le ministère du développement national, puis est mutée au département des investissements où elle est responsable des investissements puis directrice de la promotion des investissements. À l'âge de 24 ans, elle devient la plus jeune cheffe d'entreprise des Seychelles, étant nommée PDG du conseil d'investissement national. Elle épouse Marco Francis, qui est à la tête de la Chambre de commerce et d'industrie des Seychelles. Ensemble, ils ont deux filles.
Après 4 ans au ministère du développement national, Sherin Francis devient secrétaire d'État au tourisme pendant six mois, puis prend la tête du conseil de tourisme national des Seychelles à l'invitation du président national en juillet 2013,, remplaçant Elsia Nancourt,. Elle lance un projet de tourisme pour des publics britanniques et français, en plus de toucher un nouveau public asiatique ; elle revoit l'image du pays pour le présenter comme un lieu de « luxe abordable ».